# マハヴィシュヌ・オーケストラ
マハヴィシュヌ・オーケストラ（Mahavishnu Orchestra）は、イギリス人ギタリスト、ジョン・マクラフリンによってニューヨークで結成されたフュージョン、ジャズ・ロックの草分け的バンドである。
ジャズ、ロックを高度なアンサンブルで融合、インド音楽のエッセンスも加え、ヴァイオリンもリード楽器として取り入れた音楽性は1970年代当時のジャズ・ロック勢の中でも異彩を放っていた。
マハヴィシュヌ・オーケストラの名前の由来は、結成当時ヒンドゥー教の導師シュリ・チンモイに宗教的に師事していたマクラフリンに与えられた名前「マハヴィシュヌ」である。

## 概要
マクラフリンはマイルス・デイヴィスの下で音楽活動をしていた時にドラマーのビリー・コブハムと知り合い、新しいバンドを結成する相談を始めた。
第一期マハヴィシュヌ・オーケストラは1970年にマクラフリンの主導の下で結成される。メンバーはマクラフリン（ギター）、コブハム（ドラム）、リック・レアード（ベース）、ヤン・ハマー（キーボード ）、ジェリー・グッドマン（ヴァイオリン）。1971年にアルバム『内に秘めた炎』で衝撃的なデビューを飾り、2作目の『火の鳥』がジャズ・ロックのアルバムとしては異例の全米15位とヒットし、人気バンドとなった。
マクラフリンは数々の斬新な音楽的アイデアを持っており、マハヴィシュヌ・オーケストラには音の追求のために、それまでのジャズ・ロックで使われたことのない数々の楽器が導入された。グッドマンのリード・ヴァイオリンがその最たる例だが、マクラフリンは彼のトレードマークとなったダブルネックギブソン・EDS-1275、ハマーはモーグ・シンセサイザーを導入するなど、メンバーがそれぞれ手段を選ばず積極的に自分の理想とする音を模索した。その結果生まれた彼等の音楽は他に前例のない独特なものである。ジミ・ヘンドリックスを思わせるディストーション・サウンドのギター、マクラフリンが興味を抱いているインド音楽やファンク、ジャズなどの即興演奏や、果てはクラシック音楽の和声法までもが取り入れられていた。当時ヴァイオリニストを擁していたキング・クリムゾンやPFMなどのプログレッシブ・ロック・バンドとの類似点や相違点を論じられる事も多かった。
1973年、マクラフリンは第一期マハヴィシュヌ・オーケストラを解散し、ジャン＝リュック・ポンティ（ヴァイオリン）やナラダ・マイケル・ウォルデン（ドラム）らと第二期マハヴィシュヌ・オーケストラを結成した。そしてかねてよりファンだったビートルズを手がけたジョージ・マーティンをプロデューサーに迎え『黙示録』（1974年）を発表した。第一期マハヴィシュヌ・オーケストラのメンバーだったハマーとグッドマンも同年に連名でアルバム『Like Children』を発表した。第二期マハヴィシュヌ・オーケストラは1976年で解散した。
1984年、マクラフリンはビル・エヴァンス（サックス）らを迎え第三期マハヴィシュヌ・オーケストラを結成し、2枚のアルバムを発表した。第一期の曲は完全なインストゥルメンタルのみであったが、第二期以降はリズム・アンド・ブルース、ゴスペル、賛美歌などに似た形式のボーカルも取り入れるようになる。しかし第一期ほどの成功は収めることはなかった。

## メンバー
第一期
- 1971年-1973年
  - ジョン・マクラフリン（John McLaughlin） – ギター
  - ヤン・ハマー（Jan Hammer） – キーボード
  - ジェリー・グッドマン（Jerry Goodman） – ヴァイオリン
  - リック・レアード（Rick Laird） – ベース
  - ビリー・コブハム（Billy Cobham） – ドラム

第二期
- 1974年-1975年
  - ジョン・マクラフリン（John McLaughlin） – ギター
  - ゲイル・モラン（Gayle Moran） – キーボード、ボーカル
  - ジャン＝リュック・ポンティ（Jean-Luc Ponty） – ヴァイオリン
  - ラルフ・アームストロング（Ralphe Armstrong） – ベース
  - ナラダ・マイケル・ウォルデン（Narada Michael Walden） – ドラム
- 1976年
  - ジョン・マクラフリン（John McLaughlin） – ギター
  - ステュ・ゴールドバーグ（Stu Goldberg） – キーボード
  - ラルフ・アームストロング（Ralphe Armstrong） – ベース
  - ナラダ・マイケル・ウォルデン（Narada Michael Walden） – ドラム

第三期
- 1984年
  - ジョン・マクラフリン（John McLaughlin） – ギター
  - ミッチェル・フォアマン（Mitchel Forman） – キーボード
  - ビル・エヴァンス（Bill Evans） – サクソフォン
  - ヨナス・エルボーグ（Jonas Hellborg） – ベース
  - ビリー・コブハム（Billy Cobham） – ドラム
- 1985年-1986年
  - ジョン・マクラフリン（John McLaughlin） – ギター
  - ミッチェル・フォアマン（Mitchel Forman） – キーボード
  - ビル・エヴァンス（Bill Evans） – サクソフォン
  - ヨナス・エルボーグ（Jonas Hellborg） – ベース
  - ダニー・ゴットリーブ（Danny Gottlieb） – ドラム
- 1987年
  - ジョン・マクラフリン（John McLaughlin） – ギター
  - ジム・ビアード（Jim Beard） – キーボード
  - ビル・エヴァンス（Bill Evans） – サクソフォン
  - ヨナス・エルボーグ（Jonas Hellborg） – ベース
  - ダニー・ゴットリーブ（Danny Gottlieb） – ドラム

## ディスコグラフィ

### アルバム
第一期
- 『内に秘めた炎』 - The Inner Mounting Flame (1971年)
- 『火の鳥』 - Birds of Fire (1973年) ※全米15位
- 『虚無からの飛翔』 - Between Nothingness & Eternity (1973年) ※ライブ・アルバム
- 『ザ・ロスト・トライデント』 - The Lost Trident Sessions (1999年) ※1973年録音

第二期
- 『黙示録』 - Apocalypse (1974年) ※ ロンドン・シンフォニー・オーケストラ (マイケル・ティルソン・トーマス指揮) との協演
- 『エメラルドの幻影』 - Visions of the Emerald Beyond (1975年)
- 『インナー・ワールド 内深界』 - Inner Worlds (1976年) ※アーティスト名はソロ名義と併記。日本ではソロ名義

第三期
- 『マハヴィシュヌ』 - Mahavishnu (1984年) ※日本ではソロ名義
- 『アドヴェンチャーズ・イン・ラジオランド』 - Adventures in Radioland (1987年) ※日本ではソロ名義。1986年録音

### コンピレーション・アルバム
- 『ベスト・オブ・マハヴィシュヌ・オーケスト』 - The Best of Mahavishnu Orchestra (1980年)
- The Complete Columbia Albums Collection (2011年)
- The Essential Mahavishnu Orchestra with John McLaughlin (2013年)

### DVD
- 『ライヴ・アット・モントルー1974/1984』 - Live at Montreux 1974/1984 (2007年)

## 日本公演
出典。

### 1973年
- 9月19日 東京・渋谷公会堂
- 9月20日 大阪・大阪厚生年金会館
- 9月21日 大阪・大阪厚生年金会館
- 9月22日 名古屋・名古屋市民会館
- 9月24日 京都・京都会館
- 9月26日 広島・広島郵便貯金ホール
- 9月28日 東京・日本武道館